# Čchang-ning (Šanghaj)
Městský obvod Čchang-ning (čínsky v českém přepisu Čchang-ning čchü, pchin-jinem Chángníng Qū, znaky zjednodušené 长宁区, tradiční 長寧區) je jeden z městských obvodů v Šanghaji, jednom z největších měst Čínské lidové republiky. Má rozlohu přibližně 37 čtverečních kilometrů a k roku 2010 v něm žilo bezmála 700 tisíc obyvatel.

## Poloha
Čchang-ning leží na jihozápadním okraji historického jádra Šanghaje nazývaného Pchu-si. Na jihu a západě sousedí s Min-changem, na severu jej Su-čou odděluje od Ťia-tingu a Pchu-tchuo, na severovýchodě hraničí s Ťing-anem a na jihovýchodě se Sü-chuejem.

## Doprava
Na okraji obvodu, na jeho hranici s Min-changem, leží mezinárodní letiště Šanghaj Chung-čchiao. V jeho sousedství leží nádraží Šanghaj Chung-čchiao, kde mimo jiné končí vysokorychlostní trať Peking – Šanghaj.